# گندم‌واران
گندم‌واران (نام علمی: Pooideae) نام یک زیرخانواده از تیره گندمیان است.